# 河田中学
河田中学位于广东省陆河县，省一级普通高中，占地面积18.8万平方米，建筑面积5.4万平方米，在校生約3,500人。学校分为高一，高二，高三三个教学年级，每一个年级设有20个教学班。现任校长为刘贵真。